# Episodi di CatDog (prima stagione)
La prima stagione della serie animata CatDog, composta da 20 episodi (41 segmenti), è stata trasmessa negli Stati Uniti d'America da Nickelodeon dal 4 aprile al 29 ottobre 1998.
In Italia è stata trasmessa su Nickelodeon dal 1º novembre 2004.
| nº  | Titolo originale                 | Titolo italiano               | Prima TV USA    | Prima TV Italia |
| --- | -------------------------------- | ----------------------------- | --------------- | --------------- |
| 1a  | Dog Gone                         | Dog sparisce                  | 4 aprile 1998   | 1 novembre 2004 |
| 1b  | Fan Mail                         | Piccola posta                 | 4 aprile 1998   | 1 novembre 2004 |
| 1c  | All You Can't Eat                | Quel che non ammazza ingrassa | 4 aprile 1998   | 1 novembre 2004 |
| 2a  | Flea or Die!                     | Pulci all'arrembaggio         | 5 ottobre 1998  | 2004            |
| 2b  | CatDog Food                      | Cibo per CatDog               | 5 ottobre 1998  | 2004            |
| 3a  | The Island                       | L'isola                       | 6 ottobre 1998  | 2004            |
| 3b  | All You Need is Lube             | Lube                          | 6 ottobre 1998  | 2004            |
| 4a  | Shriek Loves Dog                 | Shriek ama Dog                | 7 ottobre 1998  | 2004            |
| 4b  | Work Force                       | Forza Lavoro                  | 7 ottobre 1998  | 2004            |
| 5a  | Diamond Fever                    | Febbre da diamanti            | 8 ottobre 1998  | 2004            |
| 5b  | The Pet                          | Piccolo amico                 | 8 ottobre 1998  | 2004            |
| 6a  | Party Animal                     | Una festa bestiale            | 9 ottobre 1998  | 2004            |
| 6b  | Mush, Dog, Mush!                 | La grande marcia              | 9 ottobre 1998  | 2004            |
| 7a  | Armed and Dangerous              | Dog chef                      | 12 ottobre 1998 | 2004            |
| 7b  | Fistful of Mail!                 | Per un pugno di lettere       | 12 ottobre 1998 | 2004            |
| 8a  | Pumped                           | Muscoli in scatola            | 13 ottobre 1998 | 2004            |
| 8b  | Dummy Dummy                      | Gatti e gattini               | 13 ottobre 1998 | 2004            |
| 9a  | Squirrel Dog                     | Cane Scoiattolo               | 14 ottobre 1998 | 2004            |
| 9b  | Brother's Day                    | La festa del fratello         | 14 ottobre 1998 | 2004            |
| 10a | Escape From the Deep End         | Fuga dagli abissi             | 15 ottobre 1998 | 2004            |
| 10b | The Collector                    | Il collezionista              | 15 ottobre 1998 | 2004            |
| 11a | Full Moon Fever                  | Luna piena                    | 16 ottobre 1998 | 2004            |
| 11b | War of the CatDog                | Ognun per sé                  | 16 ottobre 1998 | 2004            |
| 12a | CatDog's End                     | La fine di CatDog             | 19 ottobre 1998 | 2004            |
| 12b | Siege on Fort CatDog             | Assedio a Fort CatDog         | 19 ottobre 1998 | 2004            |
| 13a | Safety Dog                       | Safety Dog                    | 20 ottobre 1998 | 2004            |
| 13b | Dog Come Home!                   | Torna a casa Dog              | 20 ottobre 1998 | 2004            |
| 14a | Nightmare                        | Incubo                        | 21 ottobre 1998 | 2004            |
| 14b | CatDogPig                        | Difficile convivenza          | 21 ottobre 1998 | 2004            |
| 15a | New Neighbors                    | I nuovi vicini                | 22 ottobre 1998 | 2004            |
| 15b | Dead Weight                      | Peso morto                    | 22 ottobre 1998 | 2004            |
| 16a | Neferkitty                       | CatDog nell'Antico Egitto     | 23 ottobre 1998 | 2004            |
| 16b | Curiosity Almost Killed the Cat  | Curiosità fatale              | 23 ottobre 1998 | 2004            |
| 17a | Home is Where the Dirt is        | Casa mia, casa mia...         | 26 ottobre 1998 | 2004            |
| 17b | New Leash on Life                | Guinzaglio nuovo, vita nuova  | 26 ottobre 1998 | 2004            |
| 18a | Just Say CatDog Sent Ya          | Un caso di corruzione         | 27 ottobre 1998 | 2004            |
| 18b | Dog's Strange Condition          | Una strana malattia           | 27 ottobre 1998 | 2004            |
| 19a | Smarter than the Average Dog     | Un cane fuori dal comune      | 28 ottobre 1998 | 2004            |
| 19b | CatDog Doesn't Live Here Anymore | CatDog non abita più qui      | 28 ottobre 1998 | 2004            |
| 20a | All About Cat                    | Cat Superstar                 | 29 ottobre 1998 | 2004            |
| 20b | Trespassing                      | Proprietà privata             | 29 ottobre 1998 | 2004            |